# جوبی هارولد

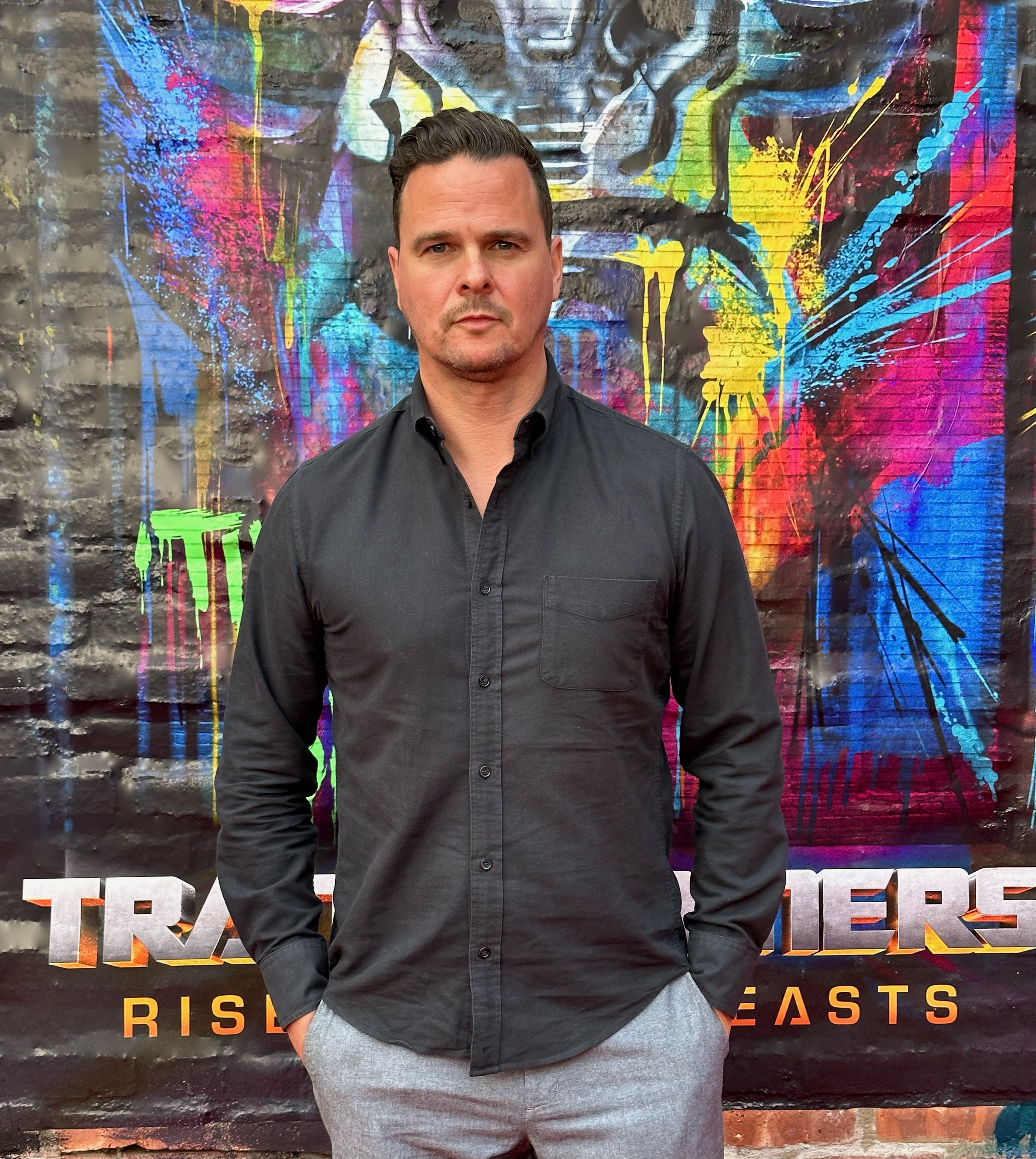

جوبی هارولد تهیه کننده، کارگردان و فیلمنامه نویس انگلیسی است که فعالیت خود را از سال 2007 آغازکرده است. مهمترین تجربه کارگردانی جوبی هارولد مربوط می شود به ساخت فیلم بیدار با حضور بازیگرانی مثل جسیکا آلبا و ترنس هاوارد. 
او بیشتر به خاطر تهیه کنندگی یا نگارش فیلمنامه فیلم هایی مثل شاه آرتور: افسانه شمشیر، مجموعه تلویزیونی زیرزمین، برادر کور من، لبه فردا و رابین هود شناخته می شود.